# Asociación Humanista Alemana

Logo de HVD

La Asociación Humanista Alemana (en alemán Humanistischer Verband Deutschlands, abreviada HVD) es una organización que representa una concepción laica (atea) de la vida y del mundo. Se ve como representante de los intereses de la gente que no pertenece a ninguna comunidad religiosa. Contribuye al discurso ético en todos los sectores de la sociedad y batalla por los derechos humanos y la paz.

## Enlaces
- Sitio web de la Asociación Humanista Alemana

- Datos: Q1636694
- Multimedia: Humanistischer Verband Deutschlands / Q1636694